# The Loneliest Time
The Loneliest Time es el sexto álbum de estudio de la cantante canadiense Carly Rae Jepsen. Salió a la venta el 21 de octubre de 2022 a través de 604 Records en Canadá, y School Boy e Interscope Records en Estados Unidos. El álbum fue precedido por el lanzamiento de su sencillo principal, «Western Wind», que fue seguido por «Beach House», «Talking to Yourself», y su canción principal, «The Loneliest Time». En apoyo del álbum, Jepsen se embarcó en la gira The So Nice Tour, que comenzó en septiembre de 2022.

## Antecedentes
En mayo de 2020, Jepsen reveló que ha grabado un «álbum completo de cuarentena» durante el encierro. Jepsen declaró a The Guardian que estaba escribiendo canciones a través de Zoom junto a su colaborador de toda la vida Tavish Crowe.

Al hablar del álbum en una entrevista con Crack, Jepsen declaró que quería ser menos consciente de las décadas en las que se ha movido. En su lugar, se inspiró en varios estilos, como el pop de los 80, el folk de los 70, el funk y la música disco. Jepsen también explicó que quería ser más autorreflexiva y analítica de sus propios comportamientos.
«Tenía el patio de recreo de todas las épocas para empezar, y esto era más bien escribir desde el corazón, en la dirección que quisieran las canciones, ... Me entusiasmó tener esos momentos de coqueteo en el [nuevo] álbum, pero también ampliar el espectro de lo que podía ser el tema de una canción pop».
En una entrevista con The Ringer, Jepsen se habló acerca de la posibilidad de lanzar un Loneliest Time B-Sides, como hizo con sus anteriores álbumes Emotion (2015) y Dedicated (2019), afirmando que «hay 65 [lados B] que he escuchado y de los que podría hacer algo...».

## Promoción
«Western Wind» se lanzó como sencillo principal el 6 de mayo de 2022. El álbum se puso a la venta por adelantado el 2 de agosto. El segundo sencillo, «Beach House», se publicó el 5 de agosto, y el tercero, «Talking to Yourself», el 16 de septiembre, y el cuarto sencillo, el tema principal con la participación de Rufus Wainwright, se publicó el 7 de octubre.

## Recepción de la crítica
The Loneliest Time recibió críticas generalmente positivas por parte de la crítica musical; en Metacritic, que asigna una calificación normalizada sobre 100 a las reseñas de la crítica general, el álbum recibió una puntuación de 78 sobre 100 basada en 15 reseñas.
Rob Sheffield de Rolling Stone escribió que «The Loneliest Time» es su música más «emocionalmente aventurera» hasta el momento: "synth-pop post-bubblgum de alto brillo que tiene un gran impacto incluso en su momento más efervescente». Hannah Mylrea de NME le otorgó al álbum cuatro de cinco estrellas, escribiendo que The Loneliest Time «ve el sonido característico de Jepsen infundido con influencias más expansivas, aunque nunca se aleja demasiado de los sonidos probados y confiables del pasado». Al reseñar el álbum para AllMusic, Heather Phares concluyó que el «encanto de Jepsen mantiene unido el torbellino de ensoñaciones, confesiones y décadas de alusiones pop de The Loneliest Time», calificándolo como «otro sólido álbum» de ella. Olivia Horn de Pitchfork elogió ciertos aspectos de la producción, pero criticó algunas de sus letras «cursis» y la falta de enfoque. Gem Stokes de Clash dijo que el álbum está «muy lejos de la estrella sacarina que lanzó la carrera de Jepsen, pero demuestra su flexibilidad musical».

## Lista de canciones
| Lista de canciones de The Loneliest Time |                                             |                                                             |                                                        |          |  |
| N.º                                      | Título                                      | Escritor(es)                                                | Productor(es)                                          | Duración |  |
| 1.                                       | «Surrender My Heart»                        | Carly Rae Jepsen Imad Royal Max Hershenow                   | Royal Hershenow Jordan Palmer [ nota 1 ]               | 2:48     |  |
| 2.                                       | «Joshua Tree»                               | Jepsen Tavish Crowe Luke Nicolli                            | Nicolli Palmer [ nota 1 ]                              | 2:29     |  |
| 3.                                       | «Talking to Yourself»                       | Jepsen Simon Wilcox Captain Cuts Benjamin Berger Ryan Rabin | Captain Cuts                                           | 2:53     |  |
| 4.                                       | «Far Away»                                  | Jepsen Crowe Nathan Jenkins                                 | Bullion Jenkins [ nota 2 ] Jonathan Gilmore [ nota 2 ] | 2:59     |  |
| 5.                                       | «Sideways»                                  | Jepsen Jay Stolar John Hill Palmer                          | Hill Palmer                                            | 2:16     |  |
| 6.                                       | «Beach House»                               | Jepsen Nate Cyphert Alex Hope                               | Hope SameSame                                          | 2:30     |  |
| 7.                                       | «Bends»                                     | Jepsen Crowe Jenkins                                        | Bullion Gilmore [ nota 2 ]                             | 3:15     |  |
| 8.                                       | «Western Wind»                              | Jepsen Rostam Batmanglij                                    | Batmanglij                                             | 3:45     |  |
| 9.                                       | «So Nice»                                   | Jepsen Cyphert Kyle Shearer                                 | Shearer                                                | 3:39     |  |
| 10.                                      | «Bad Thing Twice»                           | Jepsen Stolar Hill Palmer                                   | Hill Palmer                                            | 3:13     |  |
| 11.                                      | «Shooting Star»                             | Jepsen Jared Solomon Danny Silberstein                      | Solomonophonic                                         | 3:19     |  |
| 12.                                      | «Go Find Yourself or Whatever»              | Jepsen Batmanglij                                           | Batmanglij                                             | 4:44     |  |
| 13.                                      | «The Loneliest Time» (con Rufus Wainwright) | Jepsen Cyphert Shearer                                      | Shearer                                                | 4:34     |  |
| 42:23                                    |                                             |                                                             |                                                        |          |  |

| Bonus tracks digitales |                                |                                 |               |          |  |
| N.º                    | Título                         | Escritor(es)                    | Productor(es) | Duración |  |
| 14.                    | «Anxious»                      | Jepsen Crowe Oliver Lundström   | Lundström     | 2:57     |  |
| 15.                    | «No Thinking Over the Weekend» | Jepsen Noonie Bao Patrik Berger | Berger        | 4:42     |  |
| 16.                    | «Keep Away»                    | Jepsen Cyphert Shearer          | Shearer       | 4:02     |  |
| 54:04                  |                                |                                 |               |          |  |

| Versión de Target |             |                        |               |          |  |
| N.º               | Título      | Escritor(es)           | Productor(es) | Duración |  |
| 14.               | «Keep Away» | Jepsen Cyphert Shearer | Shearer       | 4:02     |  |
| 46:25             |             |                        |               |          |  |

| Versión japonesa |                                |                               |               |          |  |
| N.º              | Título                         | Escritor(es)                  | Productor(es) | Duración |  |
| 14.              | «Anxious»                      | Jepsen Crowe Oliver Lundström | Lundström     | 2:57     |  |
| 15.              | «No Thinking Over the Weekend» | Jepsen Bao Patrik Berger      | Berger        | 4:42     |  |
| 49:23            |                                |                               |               |          |  |

## Créditos y personal
Músicos
- Carly Rae Jepsen – voz
- Tavish Crowe – dirección musical
- Imad Royal – voz de fondo, bajo, batería, guitarra (1)
- Max Hershenow – voz de fondo, batería (1)
- Luke Niccoli – bajo, batería, guitarra, teclados, programación (2)
- Benjamin Berger – voz de fondo, programación (3)
- Ryan Rabin – voz de fondo (3)
- Trevor Rabin – guitarra (3)
- Simon Wilcox – programación (3)
- Nathan Jenkins – bajo, sintetizador (4, 7); programación vocal (7)
- Liam Hutton – batería (4)
- Jordan Palmer – batería, guitarra, sintetizador (5, 10); bajo (10)
- John Hill – batería (5), guitarra (5, 10), bajo (10)
- Nate Cyphert – voces de fondo (6, 9, 13, 16)
- Alex Hope – guitarra, programación, sintetizador (6)
- Rob Cohen – programación (6)
- Tony Marino – voz (6)
- Bobby Wooten – voz (6)
- Ben Romans – voz (6)
- Joey Hendricks – voz (6)
- Jared Manierka – voz (6)
- Rostam Batmanglij – guitarra acústica, bajo, guitarra eléctrica, piano, sintetizador (8, 12); palmas, conga, batería, órgano, programación, shaker, pandereta (8); *programación de batería, Hammond B3, mandolina, percusión, sitar (12)
- Andrew Tachine – conga, batería, pandereta (8)
- Joey Messina–Doerning – conga (8)
- Kyle Shearer – bajo, programación (9, 13, 16); guitarra (9, 16); coros, batería, sintetizador (13)
- Georgia Greene – voz de fondo (12)
- Quinn D'Andrea – voz de fondo (12)
- Lauren Jones – voz de fondo (12)
- Andrew Bulbrook – violín (12)
- Cara Fox – violonchelo (13)
- Cody Fry – arreglo de cuerdas (13, 16)
- Avery Bright – violín (13)
- Elizabeth Lamb – violín (13)
- Emily Kohavi – violín (13)
- Cassie Morrow – violín (13)
- Rufus Wainwright – voz (13)
- Oliver Lundström – bajo, guitarra, programación, sintetizador (14)
- Cristoffer Cantillo – batería (15)
- Evan Smith – flauta (15)
- Patrik Berger – programación (15)

Técnico
- Emily Lazar – masterización
- Chris Allgood – masterización
- Tom Norris – mezcla, ingeniería (1, 2, 5, 10)
- Rob Kinelski – mezcla, ingeniería (3)
- Anthony Dolhai – mezcla (4, 7, 14), ingeniería (4, 7)
- Mitch McCarthy – mezcla, ingeniería (6)
- Shawn Everett – mezcla, ingeniería (8)
- James Krausse – mezcla, ingeniería (9, 13, 16)
- Nathan Phillips – mezcla, ingeniería (11)
- Geoff Swan – mezcla, ingeniería (12)
- Davey Badiuk – mezclas (14)
- Jamie Snell – mezclas (15)
- Imad Royal – ingeniería (1)
- Max Hershenow – ingeniería (1)
- Luke Niccoli – ingeniería (2)
- Jordan Palmer – ingeniería (2)
- Captain Cuts – ingeniería (3)
- Eli Heisler – ingeniería (3)
- Nathan Jenkins – ingeniería (4)
- Rostam Batmanglij – ingeniería (8, 12)
- Joey Messina–Doerning – ingeniería (8, 12)
- Kyle Shearer – ingeniería (9, 13, 16)
- Rob Cohen – ingeniería (10)
- Jared Fox – ingeniería (13)
- Ivan Wayman – ingeniería adicional (8)
- Matt Cahill – ingeniería adicional (12)
- Niko Battistini – ingeniería adicional (12)
- Travis Pavur – asistencia de ingeniería (8)

Visuales
- Jolie Clemens – dirección creativa, dirección artística, diseño
- Meredith Jenks – fotografía
- Alexis Franklin – pintura del ojo de Carly
- Hayley Atkin – estilismo
- Jenna Remy – asistente de moda
- Jon Liekcfelt – pelo
- Gregory Arlt – maquillaje

## Posicionamiento en listas
| Listas (2022)                                  | Mejor posición |
| ---------------------------------------------- | -------------- |
| Australia (ARIA)                               | 62             |
| Bélgica (Ultratop flamenca)                    | 180            |
| Bélgica (Ultratop valona)                      | 180            |
| Canadá (Billboard Canadian Albums)             | 18             |
| Alemania Álbumes Digitales (GfK Entertainment) | 39             |
| Irlanda (IRMA)                                 | 61             |
| Japón (Oricon)                                 | 52             |
| Japón Digital Albums (Oricon)                  | 33             |
| Japón Álbumes Digitales (Billboard Japan)      | 52             |
| Nueva Zelanda (RMNZ)                           | 37             |
| Escocia (Scottish Albums Chart)                | 7              |
| España (PROMUSICAE)                            | 94             |
| Reino Unido (UK Albums Chart)                  | 16             |
| Estados Unidos (Billboard 200)                 | 19             |
| Estados Unidos (Top Tastemaker Albums)         | 7              |

## Historial de lanzamientos
| Región | Fecha(s)              | Formato(s)                           | Sello(s) discográfico(s)  | Ref.   |
| ------ | --------------------- | ------------------------------------ | ------------------------- | ------ |
| Varios | 21 de octubre de 2022 | CD descarga digital streaming vinilo | 604 School Boy Interscope | [ 35 ] |